# Seznam dílů seriálu Violetta
Následující seznam je seznam dílů seriálu Violetta. Jde o Argentinský seriál z dílny Disney Channel. Název každé epizody obsahuje "Una Canción", což znamená v překladu 'Píseň'.

## Série
| Série | Série | Epizody | Argentina         | Argentina      | ČR a SR            | ČR a SR         |
| Série | Série | Epizody | Premiéra série    | Finále série   | Premiéra série     | Finále série    |
| ----- | ----- | ------- | ----------------- | -------------- | ------------------ | --------------- |
|       | 1     | 80      | 14. května 2012   | 26. října 2012 | 11. listopadu 2013 | 30. května 2014 |
|       | 2     | 80      | 29. dubna 2013    | 11. října 2013 | 20. října 2014     | 1. května 2015  |
|       | 3     | 81      | 28. července 2014 | 6. února 2015  | 21. září 2015      | 15. dubna 2016  |

## Epizody

### Série 1 (2013-2014)
| Č. v seriálu | Č. v sérii | Originální název                     | Premiéra v Argentině | Premiéra v ČR a SR |
| ------------ | ---------- | ------------------------------------ | -------------------- | ------------------ |
| 1            | 1          | Un sueño, una canción                | 14. května 2012      | 11. listopadu 2013 |
| 2            | 2          | Un secreto, una canción              | 15. května 2012      | 12. listopadu 2013 |
| 3            | 3          | Enamorarse, una canción              | 16. května 2012      | 13. listopadu 2013 |
| 4            | 4          | Una desilusión, una canción          | 17. května 2012      | 14. listopadu 2013 |
| 5            | 5          | Una sospecha, una canción            | 18. května 2012      | 15. listopadu 2013 |
| 6            | 6          | Un engaño, una canción               | 21. května 2012      | 18. listopadu 2013 |
| 7            | 7          | Una amenaza, una canción             | 22. května 2012      | 19. listopadu 2013 |
| 8            | 8          | Una trampa, una canción              | 23. května 2012      | 20. listopadu 2013 |
| 9            | 9          | Una rivalidad, una canción           | 24. května 2012      | 21. listopadu 2013 |
| 10           | 10         | Una oportunidad, una canción         | 25. května 2012      | 22. listopadu 2013 |
| 11           | 11         | Enamorarse, una canción              | 28. května 2012      | 25. listopadu 2013 |
| 12           | 12         | Una oportunidad, una canción         | 29. května 2012      | 26. listopadu 2013 |
| 13           | 13         | Una sospecha, una canción            | 30. května 2012      | 27. listopadu 2013 |
| 14           | 14         | Un secreto, una canción              | 31. května 2012      | 28. listopadu 2013 |
| 15           | 15         | Un secreto, una canción              | 1. června 2012       | 29. listopadu 2013 |
| 16           | 16         | Enamorarse, una canción              | 4. června 2012       | 2. prosince 2013   |
| 17           | 17         | Una desilusión, una canción          | 5. června 2012       | 3. prosince 2013   |
| 18           | 18         | Enamorarse, una canción              | 6. června 2012       | 4. prosince 2013   |
| 19           | 19         | Una trampa, una canción              | 7. června 2012       | 5. prosince 2013   |
| 20           | 20         | Una desilusión, una canción          | 8. června 2012       | 6. prosince 2013   |
| 21           | 21         | Un amigo, una canción                | 11. června 2012      | 9. prosince 2013   |
| 22           | 22         | Enamorarse, una canción              | 12. června 2012      | 10. prosince 2013  |
| 23           | 23         | Enamorarse, una canción              | 13. června 2012      | 11. prosince 2013  |
| 24           | 24         | Una oportunidad, una canción         | 14. června 2012      | 12. prosince 2013  |
| 25           | 25         | Enamorarse, una canción              | 15. června 2012      | 13. prosince 2013  |
| 26           | 26         | Una trampa, una canción              | 18. června 2012      | 20. ledna 2014     |
| 27           | 27         | Una desilusión, una canción          | 19. června 2012      | 21. ledna 2014     |
| 28           | 28         | Una rivalidad, una canción           | 20. června 2012      | 22. ledna 2014     |
| 29           | 29         | Una desilusión, una canción          | 21. června 2012      | 23. ledna 2014     |
| 30           | 30         | Una amenaza, una canción             | 22. června 2012      | 24. ledna 2014     |
| 31           | 31         | Una rivalidad, una canción           | 25. června 2012      | 27. ledna 2014     |
| 32           | 32         | Una desilusión, una canción          | 26. června 2012      | 28. ledna 2014     |
| 33           | 33         | Enamorarse, una canción              | 27. června 2012      | 29. ledna 2014     |
| 34           | 34         | Un beso, una canción                 | 28. června 2012      | 30. ledna 2014     |
| 35           | 35         | Una rivalidad, una canción           | 29. června 2012      | 31. ledna 2014     |
| 36           | 36         | Un engaño, una canción               | 2. července 2012     | 3. února 2014      |
| 37           | 37         | Una desilusión, una canción          | 3. července 2012     | 4. února 2014      |
| 38           | 38         | Una desilusión, una canción          | 4. července 2012     | 5. února 2014      |
| 39           | 39         | Una amenaza, una canción             | 5. července 2012     | 6. února 2014      |
| 40           | 40         | Una oportunidad, una canción         | 6. července 2012     | 7. února 2014      |
| 2. část      |            |                                      |                      |                    |
| 41           | 41         | Habla si puedes                      | 3. září 2012         | 3. března 2014     |
| 42           | 42         | Un pacto, una canción                | 4. září 2012         | 4. března 2014     |
| 43           | 43         | Un error, una canción                | 5. září 2012         | 5. března 2014     |
| 44           | 44         | Una decisión, una canción            | 6. září 2012         | 6. března 2014     |
| 45           | 45         | Un susto, una canción                | 7. září 2012         | 7. března 2014     |
| 46           | 46         | Un acercamiento, una canción         | 10. září 2012        | 10. března 2014    |
| 47           | 47         | Una fiesta, una canción              | 11. září 2012        | 11. března 2014    |
| 48           | 48         | Una revelación, una canción          | 12. září 2012        | 12. března 2014    |
| 49           | 49         | Un alivio, una canción               | 13. září 2012        | 13. března 2014    |
| 50           | 50         | Una decepción, una canción           | 14. září 2012        | 14. března 2014    |
| 51           | 51         | Un ganador, una canción              | 17. září 2012        | 17. března 2014    |
| 52           | 52         | Un nuevo rumbo, una canción          | 18. září 2012        | 18. března 2014    |
| 53           | 53         | Una decepción, una canción           | 19. září 2012        | 19. března 2014    |
| 54           | 54         | Una charla, una canción              | 20. září 2012        | 20. března 2014    |
| 55           | 55         | Una nueva idea, una canción          | 21. září 2012        | 21. března 2014    |
| 56           | 56         | Un acercamiento, una canción         | 24. září 2012        | 24. března 2014    |
| 57           | 57         | Una competencia, una canción         | 25. září 2012        | 25. března 2014    |
| 58           | 58         | Un riesgo, una canción               | 26. září 2012        | 26. března 2014    |
| 59           | 59         | Una amenaza, una canción             | 27. září 2012        | 27. března 2014    |
| 60           | 60         | Una nueva idea, una canción          | 28. září 2012        | 28. března 2014    |
| 61           | 61         | Una mentira que crece, una canción   | 1. října 2012        | 31. března 2014    |
| 62           | 62         | Una mentira que crece, una canción   | 2. října 2012        | 1. dubna 2014      |
| 63           | 63         | Un peligro, una canción              | 3. října 2012        | 2. dubna 2014      |
| 64           | 64         | El voto del público, una canción     | 4. října 2012        | 3. dubna 2014      |
| 65           | 65         | Una venganza, una canción            | 5. října 2012        | 4. dubna 2014      |
| 66           | 66         | Una definición, una canción          | 8. října 2012        | 12. května 2014    |
| 67           | 67         | Una definición, una canción          | 9. října 2012        | 13. května 2014    |
| 68           | 68         | Una revelación, una canción          | 10. října 2012       | 14. května 2014    |
| 69           | 69         | Una final, una canción               | 11. října 2012       | 15. května 2014    |
| 70           | 70         | Un ganador, una canción              | 12. října 2012       | 16. května 2014    |
| 71           | 71         | Una confesión, una canción           | 15. října 2012       | 19. května 2014    |
| 72           | 72         | Una desilusión, una canción          | 16. října 2012       | 20. května 2014    |
| 73           | 73         | Una segunda chance, una canción      | 17. října 2012       | 21. května 2014    |
| 74           | 74         | Una decisión, una canción            | 18. října 2012       | 22. května 2014    |
| 75           | 75         | Una revelación, una canción          | 19. října 2012       | 23. května 2014    |
| 76           | 76         | Una decisión apresurada, una canción | 22. října 2012       | 26. května 2014    |
| 77           | 77         | Un ultimátum, una canción            | 23. října 2012       | 27. května 2014    |
| 78           | 78         | Una decisión amorosa, una canción    | 24. října 2012       | 28. května 2014    |
| 79           | 79         | Un peligro, una canción              | 25. října 2012       | 29. května 2014    |
| 80           | 80         | Un final, una canción                | 26. října 2012       | 30. května 2014    |

### Série 2 (2014-2015)
Premiéra na české mutaci Disney Channel proběhla 20. října 2014. Prvních 40 epizod bylo odvysíláno v roce 2014, dalších 40 epizod v první polovině roku 2015.
| Č. v seriálu | Č. v sérii | Originální název                       | Premiéra v Argentině | Premiéra v ČR a SR |
| ------------ | ---------- | -------------------------------------- | -------------------- | ------------------ |
| 81           | 1          | Un retorno, una canción                | 29. dubna 2013       | 20. října 2014     |
| 82           | 2          | Un nuevo amor, una canción             | 30. dubna 2013       | 21. října 2014     |
| 83           | 3          | Un nuevo secreto, una canción          | 1. května 2013       | 22. října 2014     |
| 84           | 4          | Una decisión apresurada, una canción   | 2. května 2013       | 23. října 2014     |
| 85           | 5          | Un pacto, una canción                  | 3. května 2013       | 24. října 2014     |
| 86           | 6          | Una venganza, una canción              | 6. května 2013       | 27. října 2014     |
| 87           | 7          | Una voz, una canción                   | 7. května 2013       | 28. října 2014     |
| 88           | 8          | Un nuevo cuarto, una canción           | 8. května 2013       | 29. října 2014     |
| 89           | 9          | Una fiesta, una canción                | 9. května 2013       | 30. října 2014     |
| 90           | 10         | Un riesgo, una canción                 | 10. května 2013      | 31. října 2014     |
| 91           | 11         | Una estrella, una canción              | 13. května 2013      | 3. listopadu 2014  |
| 92           | 12         | Una final, una canción                 | 14. května 2013      | 4. listopadu 2014  |
| 93           | 13         | Una guerra, una canción                | 15. května 2013      | 5. listopadu 2014  |
| 94           | 14         | Un retorno, una canción                | 16. května 2013      | 6. listopadu 2014  |
| 95           | 15         | Una estrella, una canción              | 17. května 2013      | 7. listopadu 2014  |
| 96           | 16         | Una estrella, una canción              | 20. května 2013      | 10. listopadu 2014 |
| 97           | 17         | Una venganza, una canción              | 21. května 2013      | 11. listopadu 2014 |
| 98           | 18         | Un Gregorio, una canción               | 22. května 2013      | 12. listopadu 2014 |
| 99           | 19         | Una voz, una canción                   | 23. května 2013      | 13. listopadu 2014 |
| 100          | 20         | Una nueva chica, una canción           | 24. května 2013      | 14. listopadu 2014 |
| 101          | 21         | Un amigo, una canción                  | 27. května 2013      | 17. listopadu 2014 |
| 102          | 22         | Una trampa, una canción                | 28. května 2013      | 18. listopadu 2014 |
| 103          | 23         | Una desilusión, una canción            | 29. května 2013      | 19. listopadu 2014 |
| 104          | 24         | Una amenaza, una canción               | 30. května 2013      | 20. listopadu 2014 |
| 105          | 25         | Una final, una canción                 | 31. května 2013      | 21. listopadu 2014 |
| 106          | 26         | Un beso, una canción                   | 3. června 2013       | 24. listopadu 2014 |
| 107          | 27         | Una noticia, una canción               | 4. června 2013       | 25. listopadu 2014 |
| 108          | 28         | Un nuevo amor, una canción             | 5. června 2013       | 26. listopadu 2014 |
| 109          | 29         | Una desilusión, una canción            | 6. června 2013       | 27. listopadu 2014 |
| 110          | 30         | Una voz, una canción                   | 7. června 2013       | 28. listopadu 2014 |
| 111          | 31         | Un amigo, una canción                  | 10. června 2013      | 1. prosince 2014   |
| 112          | 32         | Una amistad, una canción               | 11. června 2013      | 2. prosince 2014   |
| 113          | 33         | Una decisión apresurada, una canción   | 12. června 2013      | 3. prosince 2014   |
| 114          | 34         | Una desilusión, una canción            | 13. června 2013      | 4. prosince 2014   |
| 115          | 35         | Un Gregorio, una canción               | 14. června 2013      | 5. prosince 2014   |
| 116          | 36         | Una voz, una canción                   | 17. června 2013      | 8. prosince 2014   |
| 117          | 37         | Una desilusión, una canción            | 18. června 2013      | 9. prosince 2014   |
| 118          | 38         | Una desilusión, una canción            | 19. června 2013      | 10. prosince 2014  |
| 119          | 39         | Un nuevo amor, una canción             | 20. června 2013      | 11. prosince 2014  |
| 120          | 40         | Un show, una canción                   | 21. června 2013      | 12. prosince 2014  |
| 2. část      |            |                                        |                      |                    |
| 121          | 41         | Una voz, una canción                   | 19. srpna 2013       | 9. února 2015      |
| 122          | 42         | Una oportunidad, una canción           | 20. srpna 2013       | 10. února 2015     |
| 123          | 43         | Una verdad, una canción                | 21. srpna 2013       | 11. února 2015     |
| 124          | 44         | Una trampa, una canción                | 22. srpna 2013       | 12. února 2015     |
| 125          | 45         | Una rivalidad, una canción             | 23. srpna 2013       | 13. února 2015     |
| 126          | 46         | Un retorno, una canción                | 26. srpna 2013       | 16. února 2015     |
| 127          | 47         | Una desilusión, una canción            | 27. srpna 2013       | 17. února 2015     |
| 128          | 48         | Un amigo, una canción                  | 28. srpna 2013       | 18. února 2015     |
| 129          | 49         | Un nuevo secreto, una canción          | 29. srpna 2013       | 19. února 2015     |
| 130          | 50         | Una sorpresa, una canción              | 30. srpna 2013       | 20. února 2015     |
| 131          | 51         | Una final, una canción                 | 2. září 2013         | 23. února 2015     |
| 132          | 52         | Una sorpresa, una canción              | 3. září 2013         | 24. února 2015     |
| 133          | 53         | Un amor, una canción                   | 4. září 2013         | 25. února 2015     |
| 134          | 54         | Un beso, una canción                   | 5. září 2013         | 26. února 2015     |
| 135          | 55         | Una rivalidad, una canción             | 6. září 2013         | 27. února 2015     |
| 136          | 56         | Una decisión apresurada, una canción   | 9. září 2013         | 2. března 2015     |
| 137          | 57         | Una desilusión, una canción            | 10. září 2013        | 3. března 2015     |
| 138          | 58         | Una guerra, una canción                | 11. září 2013        | 4. března 2015     |
| 139          | 59         | Un ganador, una canción                | 12. září 2013        | 5. března 2015     |
| 140          | 60         | Un secreto se ha revelado, una canción | 13. září 2013        | 6. března 2015     |
| 141          | 61         | Una desilusión, una canción            | 16. září 2013        | 6. dubna 2015      |
| 142          | 62         | Una amenaza, una canción               | 17. září 2013        | 7. dubna 2015      |
| 143          | 63         | Una desilusión, una canción            | 18. září 2013        | 8. dubna 2015      |
| 144          | 64         | Un retorno, una canción                | 19. září 2013        | 9. dubna 2015      |
| 145          | 65         | Una guerra de bandas, una canción      | 20. září 2013        | 10. dubna 2015     |
| 146          | 66         | Una mala noticia, una canción          | 23. září 2013        | 13. dubna 2015     |
| 147          | 67         | Nuestro camino                         | 24. září 2013        | 14. dubna 2015     |
| 148          | 68         | Una desilusión, una canción            | 25. září 2013        | 15. dubna 2015     |
| 149          | 69         | Una estrella está triste, una canción  | 26. září 2013        | 16. dubna 2015     |
| 150          | 70         | Un ganador, una canción                | 27. září 2013        | 17. dubna 2015     |
| 151          | 71         | Un viaje rumbo a España, una canción   | 30. září 2013        | 20. dubna 2015     |
| 152          | 72         | Un problema, una canción               | 1. října 2013        | 21. dubna 2015     |
| 153          | 73         | Una sospecha, una canción              | 2. října 2013        | 22. dubna 2015     |
| 154          | 74         | Enamorarse, una canción                | 3. října 2013        | 23. dubna 2015     |
| 155          | 75         | Un secreto se ha revelado, una canción | 4. října 2013        | 24. dubna 2015     |
| 156          | 76         | Una desilusión, una canción            | 7. října 2013        | 27. dubna 2015     |
| 157          | 77         | Un enfrentamiento, una canción         | 8. října 2013        | 28. dubna 2015     |
| 158          | 78         | Una buena noticia, una canción         | 9. října 2013        | 29. dubna 2015     |
| 159          | 79         | Una decisión apresurada, una canción   | 10. října 2013       | 30. dubna 2015     |
| 160          | 80         | Un final, una canción                  | 11. října 2013       | 1. května 2015     |

### Série 3 (2015-2016)
Třetí sezóna byla oznámena, přičemž produkce začala v dubnu 2014 a skončila 30. listopadu 2014. Bylo taky oznámeno, že jde o poslední sérii Violetty. Premiéra v Česku proběhla 21. září 2015.
| Č. v seriálu | Č. v sérii | Originální název                           | Premiéra v Argentině | Premiéra v ČR a SR |
| ------------ | ---------- | ------------------------------------------ | -------------------- | ------------------ |
| 161          | 1          | Un regreso, una canción                    | 28. července 2014    | 21. září 2015      |
| 162          | 2          | Un cumpleaños, una canción                 | 29. července 2014    | 22. září 2015      |
| 163          | 3          | Una bienvenida, una canción                | 30. července 2014    | 23. září 2015      |
| 164          | 4          | Un romance, una canción                    | 31. července 2014    | 24. září 2015      |
| 165          | 5          | Una cita, una canción                      | 1. srpna 2014        | 25. září 2015      |
| 166          | 6          | Una desilusión, una canción                | 4. srpna 2014        | 28. září 2015      |
| 167          | 7          | Un nuevo romance, una canción              | 5. srpna 2014        | 29. září 2015      |
| 168          | 8          | Un problema, una canción                   | 6. srpna 2014        | 30. září 2015      |
| 169          | 9          | Una rivalidad, una canción                 | 7. srpna 2014        | 1. října 2015      |
| 170          | 10         | Una inauguración, una canción              | 8. srpna 2014        | 2. října 2015      |
| 171          | 11         | Una decepción, una canción                 | 11. srpna 2014       | 5. října 2015      |
| 172          | 12         | Una decisión apresurada, una canción       | 12. srpna 2014       | 6. října 2015      |
| 173          | 13         | Un romance esta mal, una canción           | 13. srpna 2014       | 7. října 2015      |
| 174          | 14         | Un reencuentro, una canción                | 14. srpna 2014       | 8. října 2015      |
| 175          | 15         | Un problema, una canción                   | 15. srpna 2014       | 9. října 2015      |
| 176          | 16         | Una rivalidad, una canción                 | 18. srpna 2014       | 12. října 2015     |
| 177          | 17         | Una noticia, una canción                   | 19. srpna 2014       | 13. října 2015     |
| 178          | 18         | Un enfrentamiento, una canción             | 20. srpna 2014       | 14. října 2015     |
| 179          | 19         | Una charla, una canción                    | 21. srpna 2014       | 15. října 2015     |
| 180          | 20         | Una gira que lo cambió todo, una canción   | 22. srpna 2014       | 16. října 2015     |
| 181          | 21         | Una muerte, una canción                    | 22. září 2014        | 16. listopadu 2015 |
| 182          | 22         | Una desilusión, una canción                | 23. září 2014        | 17. listopadu 2015 |
| 183          | 23         | Un reencuentro, una canción                | 24. září 2014        | 18. listopadu 2015 |
| 184          | 24         | Un disfraz, una canción                    | 25. září 2014        | 19. listopadu 2015 |
| 185          | 25         | Un problema, una canción                   | 26. září 2014        | 20. listopadu 2015 |
| 186          | 26         | Un desamor, una canción                    | 29. září 2014        | 23. listopadu 2015 |
| 187          | 27         | Una unión, una canción                     | 30. září 2014        | 24. listopadu 2015 |
| 188          | 28         | Un peligro, una canción                    | 1. října 2014        | 25. listopadu 2015 |
| 189          | 29         | Una renuncia, una canción                  | 2. října 2014        | 26. listopadu 2015 |
| 190          | 30         | Un casamiento, una canción                 | 3. října 2014        | 27. listopadu 2015 |
| 191          | 31         | Una mentira va creciendo, una canción      | 6. října 2014        | 30. listopadu 2015 |
| 192          | 32         | Una decisión, una canción                  | 7. října 2014        | 1. prosince 2015   |
| 193          | 33         | Un por amor, una canción                   | 8. října 2014        | 2. prosince 2015   |
| 194          | 34         | Un secreto, una canción                    | 9. října 2014        | 3. prosince 2015   |
| 195          | 35         | Una mentira al descubierto, una canción    | 10. října 2014       | 4. prosince 2015   |
| 196          | 36         | Una mentira está por terminar, una canción | 13. října 2014       | 7. prosince 2015   |
| 197          | 37         | Un amor está en peligro, una canción       | 14. října 2014       | 8. prosince 2015   |
| 198          | 38         | Todo por un amor, una canción              | 15. října 2014       | 9. prosince 2015   |
| 199          | 39         | Una estrella esta triste, una canción      | 16. října 2014       | 10. prosince 2015  |
| 200          | 40         | Una mentira ha terminado, una canción      | 17. října 2014       | 11. prosince 2015  |
| 2. část      |            |                                            |                      |                    |
| 201          | 41         | Un error que no tiene perdon, una canción  | 17. listopadu 2014   | 18. ledna 2016     |
| 202          | 42         | El amor nose ha perdido, una canción       | 18. listopadu 2014   | 19. ledna 2016     |
| 203          | 43         | Un plan para separarlos, una canción       | 19. listopadu 2014   | 20. ledna 2016     |
| 204          | 44         | Un plan está punto de saberse, una canción | 20. listopadu 2014   | 21. ledna 2016     |
| 205          | 45         | Una relación salio a la luz, una canción   | 21. listopadu 2014   | 22. ledna 2016     |
| 206          | 46         | Una amistad esta en peligro, una canción   | 24. listopadu 2014   | 25. ledna 2016     |
| 207          | 47         | Una amistad esta en peligro, una canción   | 25. listopadu 2014   | 26. ledna 2016     |
| 208          | 48         | Una verdad, una canción                    | 26. listopadu 2014   | 27. ledna 2016     |
| 209          | 49         | Una verdad que duele, una canción          | 27. listopadu 2014   | 28. ledna 2016     |
| 210          | 50         | Una reconciliación, una canción            | 28. listopadu 2014   | 29. ledna 2016     |
| 211          | 51         | Un error, una canción                      | 1. prosince 2014     | 1. února 2016      |
| 212          | 52         | Una verdad, una canción                    | 2. prosince 2014     | 2. února 2016      |
| 213          | 53         | Una decisión apresurada, una canción       | 3. prosince 2014     | 3. února 2016      |
| 214          | 54         | Una amenaza, una canción                   | 4. prosince 2014     | 4. února 2016      |
| 215          | 55         | Una verdad salio a la luz, una canción     | 5. prosince 2014     | 5. února 2016      |
| 216          | 56         | Un sueño se hace realidad, una canción     | 8. prosince 2014     | 8. února 2016      |
| 217          | 57         | Un reencuentro, una canción                | 9. prosince 2014     | 9. února 2016      |
| 218          | 58         | Una reconciliación, una canción            | 10. prosince 2014    | 10. února 2016     |
| 219          | 59         | Una charla, una canción                    | 11. prosince 2014    | 11. února 2016     |
| 220          | 60         | Un beso, una canción                       | 12. prosince 2014    | 12. února 2016     |
| 221          | 61         | Un amigo, una canción                      | 12. ledna 2015       | 14. března 2016    |
| 222          | 62         | La verdad sobre Priscila, una canción      | 13. ledna 2015       | 15. března 2016    |
| 223          | 63         | Un retorno, una canción                    | 14. ledna 2015       | 16. března 2016    |
| 224          | 64         | Un camino a elegir, una canción            | 15. ledna 2015       | 17. března 2016    |
| 225          | 65         | Una conclusión, una canción                | 16. ledna 2015       | 18. března 2016    |
| 226          | 66         | Una trampa, una canción                    | 19. ledna 2015       | 21. března 2016    |
| 227          | 67         | Una sospecha, una canción                  | 20. ledna 2015       | 22. března 2016    |
| 228          | 68         | Una verdad salió a la luz, una canción     | 21. ledna 2015       | 23. března 2016    |
| 229          | 69         | Una visita, una canción                    | 22. ledna 2015       | 24. března 2016    |
| 230          | 70         | Un explicación, una canción                | 23. ledna 2015       | 25. března 2016    |
| 231          | 71         | Un confesión, una canción                  | 26. ledna 2015       | 4. dubna 2016      |
| 232          | 72         | Una revelación, una canción                | 27. ledna 2015       | 5. dubna 2016      |
| 233          | 73         | Un descubrimiento, una canción             | 28. ledna 2015       | 6. dubna 2016      |
| 234          | 74         | Una verdad, una canción                    | 29. ledna 2015       | 7. dubna 2016      |
| 235          | 75         | Una buena noticia, una canción             | 30. ledna 2015       | 8. dubna 2016      |
| 236          | 76         | Una comprensión, una canción               | 2. února 2015        | 11. dubna 2016     |
| 237          | 77         | Abrázame y verás                           | 3. února 2015        | 12. dubna 2016     |
| 238          | 78         | Un viaje, una canción                      | 4. února 2015        | 13. dubna 2016     |
| 239          | 79         | Un amor verdadero, una canción             | 5. února 2015        | 14. dubna 2016     |
| 240          | 80         | La última canción                          | 6. února 2015        | 15. dubna 2016     |
| 241          | 81         | Violetta: Epilog                           | 9. února 2015        | 15. dubna 2016     |
| FILM         | FILM       | Violetta the Journey                       | 10. února 2015       | 15. dubna 2016     |
| FILM         | FILM       | TINI - El gran cambio de Violetta          | 6. května 2016       | 9. března 2017     |